# Basilique Notre-Dame de la Couture de Bernay
Pour les articles homonymes, voir La Couture.
La basilique Notre-Dame de la Couture de Bernay est une basilique mineure catholique située dans la commune de Bernay en Normandie.

## Historique
Selon la légende, un mouton aurait déterré une statuette de la Vierge dans un hameau appelé La Couture (c'est-à-dire « la culture » en ancien français). Cette découverte est le début d'un pèlerinage et conduit à la construction d'une chapelle, érigée en église au XIIIe. Cette église est reconstruite au XIVe siècle et XVe siècle, puis agrandie au XVIe siècle siècle. 
Elle devient une basilique mineure érigée par Pie XII en 1950 sur la préconisation du nonce Angelo Roncalli, futur pape Jean XXIII. C'est la seule basilique du diocèse d'Évreux, qui correspond au département de l'Eure. Elle est le lieu de pèlerinage traditionnel des confréries de charité du diocèse, chaque année à l'occasion de la Pentecôte.

## Description
L'orgue de Notre-Dame de la Couture, datant de 1880, est dû au facteur d'orgues rouennais Hubert Krischer. Il comporte 21 jeux et a été restauré en 2007 par Denis Lacorre.

## Protection
L'église fait l'objet d'un classement par arrêté du 30 mars 1906.